# Podlaszcze (Kroczyce)
Podlaszcze – część wsi Kroczyce w Polsce położona w województwie śląskim, w powiecie zawierciańskim, w gminie Kroczyce.
W latach 1975–1998 Podlaszcze położone było w województwie częstochowskim.